# 赤塚不二夫 (音響技術者)
赤塚 不二夫（あかつか ふじお、生年不詳）は、日本の音響効果技師。1960年代から1980年代にかけて活動した。本名：赤塚 藤雄。北海道出身。

## 来歴・人物
NHK札幌放送児童劇団出身。当初は役者志望であったことから日本大学芸術学部へ進学。野沢那智らと劇団城を結成するなどして活動していたが、「どうしても役者になりきれない」と感じたことから、念願だった劇団俳優座の舞台への出演を最後に引退。
電通で募集していたアルバイトに採用され効果部に配属、効果技師に約4年間弟子入りすることとなる。大学卒業後はアルバイトをしていた東京効果音工房に就職。
その後は独立してPAGプロデュースを設立。テレビアニメや吹き替え、ラジオなどの音響効果や選曲を手掛け活動していた。
効果の仕事で一番難しい分野について、当人のセンスが求められることから心理描写に関する効果だと語っている。
吹き替えでの印象深い仕事には『駅馬車』を挙げている。制作時の雰囲気を再現するため馬車の音などに敢えてノイズを加えるなど苦労したという。

### もう一人の赤塚との関係
漫画家の赤塚不二夫（本名も全く同じく「赤塚藤雄」）とは同姓同名の別人だが、映画番組などで自身の名前がクレジットされることから「（漫画家の赤塚は）効果の仕事もしているのか」と間違えられることが多かったという。
漫画家の方の赤塚とは赤塚のアルバム『ライヴ・イン・ハトヤ』で音響効果を担当するなど交友関係があった。また、一時期は同じ銀行に口座があり、たまに銀行側のミスでお互いの口座に誤って金額が振り込まれることがあったという。

## 主な参加作品
※ 特筆なき場合、すべて選曲や音響効果での参加。

### テレビアニメ
1968年
- ファイトだ!!ピュー太
- 妖怪人間ベム

1970年
- のらくろ

1974年
- 小さなバイキングビッケ

1980年
- ムーの白鯨

1981年
- 忍者ハットリくん

### 映画
- 下落合焼とりムービー（1979年）
- 宇宙怪獣ガメラ（1980年）
- 21エモン 宇宙へいらっしゃい！（1981年）

### 吹き替え

#### 映画
- アイガー・サンクション
- 逢う時はいつも他人
- 赤い河
- アルカトラズからの脱出 - テレビ朝日版
- アンドロメダ… - テレビ朝日版
- イージー・ライダー
- 駅馬車 - NETテレビ版
- 俺たちに明日はない
- 帰らざる河
- カサンドラ・クロス - 日本テレビ版
- 荒野の用心棒
- サウンド・オブ・ミュージック - NETテレビ版
- 戦争と平和 - NETテレビ版
- ダーティーハリー
- ダーティハリー3
- タワーリング・インフェルノ - フジテレビ版
- トム・ホーン
- ドランクモンキー 酔拳 - フジテレビ版
- 鳥 - TBS版、フジテレビ版
- ナバロンの嵐
- バラキ - NETテレビ版
- 引き裂かれたカーテン - フジテレビ版
- フレンジー - テレビ朝日版
- マッドマックス
- 未知との遭遇 - テレビ朝日旧版
- 野生のエルザ - NETテレビ版
- 奴らを高く吊るせ!
- リオ・ブラボー

#### ドラマ
- 600万ドルの男

### CM

#### TV
- 東京ガス ガスホームヒーティング「おばあちゃんが喜ぶ」（1969年）
- ジョンソン・エンド・ジョンソン バンドエイド「強い粘着力」
- フィリピン航空 フィリピンエアライン「雲」
- 松下電器産業 パナファクス2000「ファクシミリ時代来たる」（1973年）
- サントリー
  - サントリーオールド「京都」（1973年）
  - サントリーリザーブ「人間」（1976年）
- オー・エス毛皮 毛皮「バス停」（1979年）
- 雪印乳業 企業「健康家族」（1983年）

#### ラジオ
- サントリー 
  - サントリーオールド「劇画シリーズ ルパン3世／キャプテン・ハーロック／ゴルゴ13」（1979年）
  - サントリー缶ビール「妻と缶ビール」（1985年）
- ローソン「アメリカ物語」チケット「新人教育」（1987年）

### ディスコグラフィ
- タモリ（1977年）
- ライヴ・イン・ハトヤ（1978年）
- 音版ビックリハウス（1982年）